# Hillbilly Hit Parade
Albums de George Jones
Grand Ole Opry's New Star
(1957) Long Live King George
(1958)
Hillbilly Hit Parade est un album de l'artiste américain de musique country George Jones. L'album est sorti en 1958 sur le label Starday Records.

## Liste des pistes
| No  | Titre                  | Auteur                      | Durée |
| --- | ---------------------- | --------------------------- | ----- |
| 1.  | Why Baby Why           |                             |       |
| 2.  | Crazy Arms             | Ralph Mooney, Charles Seals |       |
| 3.  | I Walk the Line        | Johnny Cash                 |       |
| 4.  | Sweet Dreams           |                             |       |
| 5.  | Satisfied Mind         |                             |       |
| 6.  | You Are the One        |                             |       |
| 7.  | You Gotta Be My Baby   |                             |       |
| 8.  | Searching              |                             |       |
| 9.  | I Take the Chance      |                             |       |
| 10. | Blackboard of My Heart |                             |       |
| 11. | Hold Everything        |                             |       |